# Alex Callinicos
Alex Callinicos (Salisbury, Rhodèsia del Sud, actualment Zimbabwe, 24 de juliol de 1950) és catedràtic de teoria política en el King's College de Londres i un dels autors marxistes actuals més destacats. Ha escrit Un manifest anticapitalista (Publicat, en castellà, per Crítica), Contra la tercera vía i Les idees revolucionàries de Karl Marx.
Forma part de la direcció del Socialist Workers Party de Gran Bretanya i és l'editor de la seva revista teòrica trimestral International Socialism.

## Alguns dels seus escrits
- Las ideas Revolucionarias de Karl Marx
- ¿Hacia dónde va la izquierda radical?
- Racismo y Clase
- Europa del Este 1989: Una explicación de lo sucedido
- Estados Unidos: Imperialismo y guerra